# Macroglossum avicula
Macroglossum avicula är en fjärilsart som beskrevs av Jean Baptiste Boisduval 1875. Macroglossum avicula ingår i släktet Macroglossum och familjen svärmare. Inga underarter finns listade i Catalogue of Life.